# BBL-Pokal 2012
Der Beko BBL-Pokal 2012 war die 3. Austragung des Pokalwettbewerbs im deutschen Vereinsbasketball der Herren als Ligapokal der ersten Basketball-Bundesliga. Die Organisation dieses Wettbewerbs untersteht dem Ligaverband der Basketball-Bundesliga und ermittelte den deutschen Pokalsieger im Vereinsbasketball der Herren.

## Modus
Für die Qualifikation zu diesem Wettbewerb waren die Platzierungen der Basketball-Bundesliga 2011/12 nach der Hinrunde entscheidend. Neben dem Gastgeber des Final-Four-Turniers waren die zusätzlich sechs bestplatzierten Mannschaften der Hinrundentabelle qualifiziert. Sofern der Gastgeber sich unter den ersten sechs bestplatzierten Mannschaften befand, war auch die siebtplatzierte Mannschaft qualifiziert. Die Paarungen wurden per Losverfahren bestimmt, welches auch über das Heimrecht in der Qualifikationsrunde entschied. Der Sieger beziehungsweise das Weiterkommen im Wettbewerb wurde im K.-o.-System innerhalb eines regulären Basketballspiels ermittelt. Es gab kein Rückspiel; stand es nach regulärer Spielzeit von 40 Minuten unentschieden, wurden Verlängerungen von je fünf Minuten ausgetragen, bis am Ende einer Verlängerung ein Sieger feststand.
Der Sieger des Wettbewerbs war automatisch qualifiziert für den BBL Champions Cup zu Beginn der folgenden Saison der Basketball-Bundesliga.

## Austragung
Gastgeber waren die Telekom Baskets aus Bonn. Wegen des schlechteren direkten Vergleichs nach der Hinrunde konnte sich der Erstliga-Aufsteiger s.Oliver Baskets nicht für den Wettbewerb qualifizieren. Am Top-Four-Wochenende vom 24. bis 25. März 2012 im Bonner Telekom Dome konnte der Double-Gewinner des Vorjahres Brose Baskets seinen Pokaltitel verteidigen.
| Viertelfinale     | Viertelfinale         | Viertelfinale     |                   |                      | Halbfinale          | Halbfinale | Halbfinale          |                  |                  | Finale           | Finale | Finale |
|                   |                       |                   |                   |                      |                     |            |                     |                  |                  |                  |        |        |
| H                 | Gastgeber             |                   |                   |                      |                     |            |                     |                  |                  |                  |        |        |
| 9                 | Telekom Baskets Bonn  |                   |                   |                      |                     |            |                     |                  |                  |                  |        |        |
|                   |                       |                   | 9                 | Telekom Baskets Bonn | 77                  |            |                     |                  |                  |                  |        |        |
|                   |                       |                   |                   | 5                    | New Yorker Phantoms | 64         |                     |                  |                  |                  |        |        |
| 4                 | Alba Berlin           | 89                |                   |                      |                     |            |                     |                  |                  |                  |        |        |
| 5                 | New Yorker Phantoms   | 95                |                   |                      |                     |            | Endspiel            | Endspiel         | Endspiel         |                  |        |        |
| nach Verlängerung | nach Verlängerung     | nach Verlängerung | 9                 | Telekom Baskets Bonn | 73                  |            |                     |                  |                  |                  |        |        |
|                   |                       |                   |                   | 1                    | Brose Baskets       | 82         |                     |                  |                  |                  |        |        |
| 2                 | ratiopharm ulm        | 86                |                   |                      |                     |            |                     |                  |                  |                  |        |        |
| 6                 | EWE Baskets Oldenburg | 66                |                   |                      |                     |            |                     |                  |                  |                  |        |        |
|                   |                       |                   | 2                 | ratiopharm ulm       | 96                  |            |                     |                  |                  |                  |        |        |
|                   |                       |                   |                   | 1                    | Brose Baskets       | 99         |                     | Spiel um Platz 3 | Spiel um Platz 3 | Spiel um Platz 3 |        |        |
| 1                 | Brose Baskets (TV)    | 79                | nach Verlängerung | nach Verlängerung    | nach Verlängerung   | 5          | New Yorker Phantoms | 68               |                  |                  |        |        |
| 3                 | Artland Dragons       | 65                |                   |                      |                     |            | 2                   | ratiopharm ulm   | 85               |                  |        |        |
|                   |                       |                   |                   |                      |                     |            |                     |                  |                  |                  |        |        |

## Siegermannschaft
| Spieler | Spieler            | Spieler           | Spieler    | Spieler | Spieler                | Spieler        |
| Nr.     | Nat.               | Name              | Geburt     | Größe   | Info                   | Letzter Verein |
| ------- | ------------------ | ----------------- | ---------- | ------- | ---------------------- | -------------- |
|         |                    | Guards (PG, SG)   |            |         |                        |                |
| 5       | Vereinigte Staaten | John Goldsberry   | 19.10.1982 | 191     |                        |                |
| 9       | Deutschland        | Karsten Tadda     | 02.11.1988 | 190     |                        |                |
| 11      | Vereinigte Staaten | Julius Jenkins    | 10.02.1981 | 187     |                        |                |
| 12      | Deutschland        | Daniel Schmidt    | 16.08.1990 | 186     |                        |                |
| 22      | Vereinigte Staaten | Brian Roberts     | 03.12.1985 | 185     |                        |                |
| 25      | Slowakei           | Anton Gavel       | 24.10.1984 | 189     |                        |                |
|         |                    | Forwards (SF, PF) |            |         |                        |                |
| 8       | Serbien            | Predrag Šuput     | 01.06.1977 | 201     |                        |                |
| 23      | Vereinigte Staaten | Casey Jacobsen    | 19.03.1981 | 198     | Kapitän der Mannschaft |                |
| 24      | Vereinigte Staaten | P. J. Tucker      | 05.05.1985 | 196     |                        |                |
|         |                    | Center (C)        |            |         |                        |                |
| 14      | Deutschland        | Philipp Neumann   | 20.02.1992 | 209     |                        |                |
| 21      | Deutschland        | Tibor Pleiß       | 02.11.1989 | 215     |                        |                |
| 44      | Vereinigte Staaten | Marcus Slaughter  | 18.03.1984 | 204     |                        |                |

| Trainer            | Trainer       | Trainer     |
| Nat.               | Name          | Position    |
| ------------------ | ------------- | ----------- |
| Vereinigte Staaten | Chris Fleming | Cheftrainer |

| Legende                | Legende            |
| Abk.                   | Bedeutung          |
| ---------------------- | ------------------ |
|                        | verletzt           |
| Kapitän der Mannschaft | Mannschaftskapitän |

| Legende                | Legende            |
| Abk.                   | Bedeutung          |
| ---------------------- | ------------------ |
|                        | verletzt           |
| Kapitän der Mannschaft | Mannschaftskapitän |